# Sténophagie
Un sténophage (du grec stenos : étroit) est un organisme dont le régime alimentaire est très étroit, spécialisé, aux dépens d’un petit nombre de végétaux ou de proies.
C'est l’antonyme d’euryphage.